# Doba, Ciad
Doba   este un oraș  în  partea de sud a Ciadului,  centru administrativ al regiunii  Logone Oriental.